# Rudi, benimm dich!
Rudi, benimm dich! ist ein deutscher Schlagerfilm von Franz Josef Gottlieb aus dem Jahr 1971.

## Handlung
Rudi Carnel hält sich mit dem Schreiben von Kurzgeschichten über Wasser, ist jedoch in Wirklichkeit ein leidenschaftlicher Erfinder. Er hat einen Universal-Roboter entwickelt, den er dem Chef der großen International Electric Company vorstellen will, doch ist nur dessen Stellvertreter Sebastian Hill da. Dem hat Rudi kurz zuvor den Parkplatz vor der Nase weggeschnappt, sodass Sebastian nicht gut auf ihn zu sprechen wäre. Dessen Sekretärin Andrea rät Rudi, Sebastian und ihr nach Seekirchen in Kärnten am Wörthersee nachzufahren und Sebastian dort auf seine Erfindung anzusprechen, reagiere er im Urlaub doch stets milder. Sebastian glaubt unterdessen, in Babywäschevertreter Friedrich Schiller den Erfinder Rudi vor sich zu haben. Am Ende kommt es zur Verwechslung der Koffer und Rudi bringt den Babywäschekoffer von Friedrich mit nach Hause. Dies ist umso tragischer, als dass in Rudis Koffer – den Friedrich nach Hause trägt – ein Lottoschein liegt, der eingelöst eine halbe Million Mark wert ist. Den Lottoschein hatte Rudi von seiner Schwester Olga zur Verwahrung erhalten. Da auch Friedrich mit seiner ewig unzufriedenen Frau Luise nach Seekirchen in den Urlaub fährt, begeben sich notgedrungen auch Rudi, sein Freund Chris und Rudis Nichte Anita nach Seekirchen.
Über einige Umwege kriegen die drei heraus, dass Friedrich ihr Nachbar auf dem Zeltplatz ist. Der hat den Koffertausch längst bemerkt. Über verschiedene Zufälle landet Rudis Roboter bei Sebastian Hill. Rudis Koffer wiederum wird von den Kriminellen Oskar und Balduin gestohlen. Sie legen eine Bombe in den Koffer und bringen ihn zum Schlosshotel in Seekirchen. Den Lottoschein hat wiederum Balduin im Koffer gefunden und an sich genommen. Anita und ihre Bande fängt Balduin mit einem Lasso ein und fesselt ihn an einen Baum. Nach einigem Hin und Her gelangt der Koffer über Rudi und Friedrich und mehrere Kofferverwechslungen zurück zu Balduin und explodiert vor seiner Nase. Alle, auch die inzwischen selbst nach Seekirchen gekommene Schwester Olga, glauben, dass der Lottoschein bei der Explosion vernichtet wurde, doch hatte ihn Anita längst an sich genommen.
Es kommt zu mehreren Happy Ends: Chris hatte sich im Schlosshotel in die Rezeptionistin Doris verliebt und beiden finden am Ende zusammen, da sich der vermeintliche Nebenbuhler Hansi als Doris’ Bruder entpuppt. Rudi kann Sebastian seinen Roboter verkaufen, da Sebastians Vorgesetzter Joop Gering in Wirklichkeit Rudis bester Freund ist. Am Ende werden zudem Rudi und Sebastians Sekretärin Andrea ein Paar.

## Produktion
Rudi, benimm dich! wurde unter anderem am Wörthersee gedreht. Der Film erlebte am 18. November 1971 im Rex in Pforzheim seine Premiere.
Im Film sind zahlreiche Schlager zu hören:
- Rudi, benimm dich! (Titelsong)
- Medley
  - Rudi Carrell: Die Maschen der Mädchen
  - Anita: Ein Mädchen nach Maß
  - Chris Roberts: Ich bin verliebt in die Liebe
- Chris Roberts: Hab ich dir heute schon gesagt, dass ich dich liebe
- Anita: Papi und Mami
- Rudi Carrell: Wir sind alle kleine Sünderlein
- Chris Roberts: Ich bin so happy

Der Filmtitel wird im Film zwei Mal erwähnt: Rudi nennt seinen Roboter ebenfalls Rudi. Der Roboter hat die Angewohnheit, nach anderen Menschen zu treten und Frauen hinterherzusehen. Rudi ermahnt daher den Roboter einmal, sich zu benehmen. Der Roboter wiederum spricht „Rudi, benimm dich!“, als der echte Rudi am Ende des Films Andrea küsst.

## Kritik
Der film-dienst nannte den Film eine „witzlose Klamotte.“ „Schlager, Schmarrn und schlechte Scherze“, befand Cinema.